# Hatcheria macraei
Hatcheria macraei är en fiskart som först beskrevs av Girard, 1855.  Hatcheria macraei ingår i släktet Hatcheria och familjen Trichomycteridae. Inga underarter finns listade i Catalogue of Life.